# Menhartice
Menhartice (en allemand : Menhartitz) est une commune du district de Třebíč, dans la région de Vysočina, en République tchèque. Sa population s'élevait à 129 habitants en 2020.

## Géographie
Menhartice se trouve à 3,5 km au sud-sud-ouest du centre de Jemnice, à 35 km au sud-ouest de Třebíč, à 45 km au sud de Jihlava et à 147 km au sud-est de Prague.
La commune est limitée par Pálovice au nord-ouest, par Jemnice au nord-est, par Radotice à l'est, par Lovčovice à l'est, au sud et au sud-ouest, et par Dešná à l'ouest.

## Histoire
La première mention écrite de la localité date de 1312.

## Transports
Par la route, Menhartice se trouve à 4 km de Jemnice, à 43 km de Třebíč, à 53,5 km de Jihlava et à 185 km de Prague.